# 下の月駅

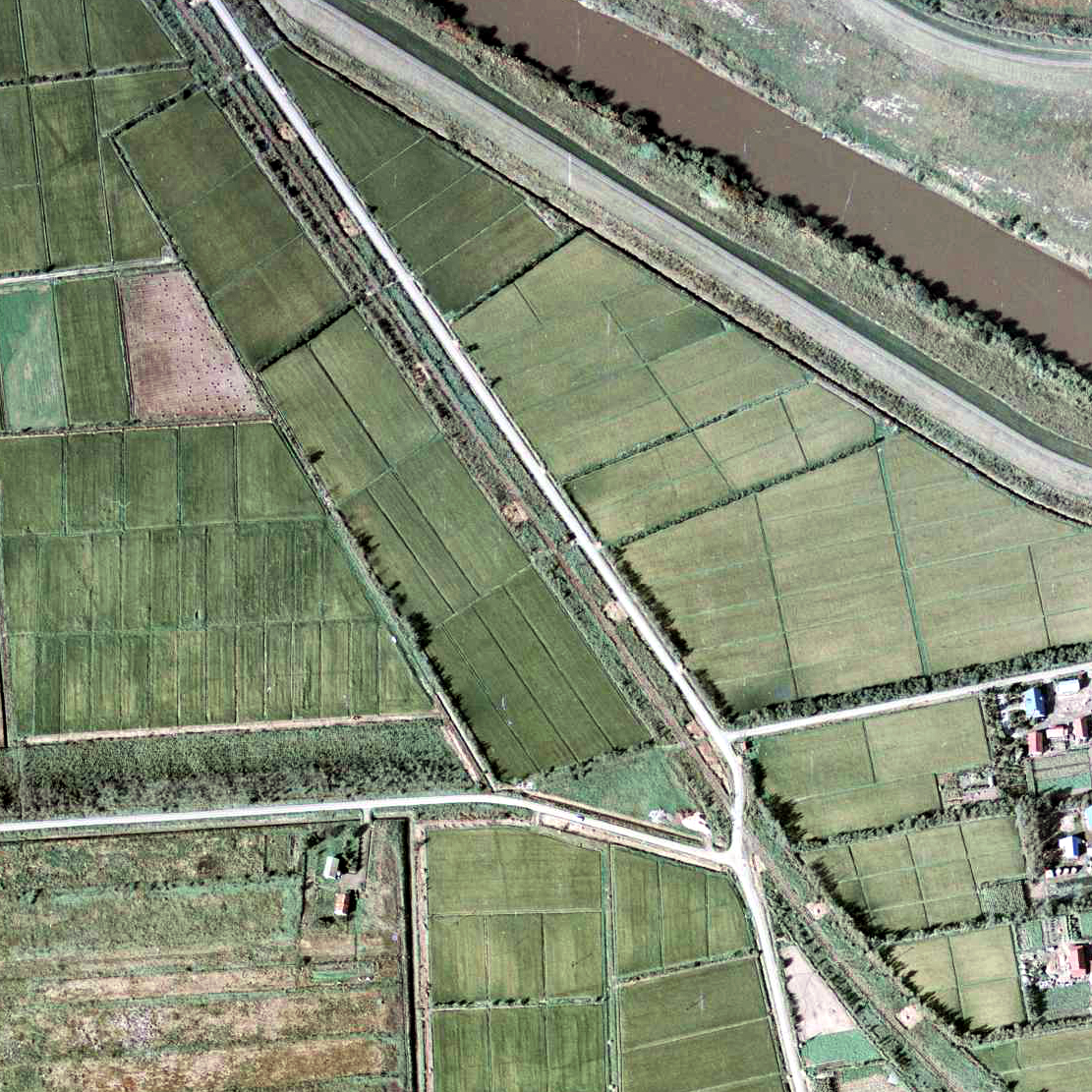
1976年撮影、廃線1年後廃駅2年後の下の月駅跡、周囲500 m範囲。駅は写真中央の、集落から少し離れた位置に設置されていた。道路側に待合室がまだ残されている。国土地理院地図・空中写真閲覧サービス

下の月駅（しものつきえき）は、かつて北海道江別市東野幌にあった夕張鉄道の駅（廃駅）。

## 駅構造
単式ホーム1面1線の地上駅で、無人駅だった。ホームは野幌駅に向かって右手（東側）に位置し、ホーム中央に昇降階段と並走する道路近くに待合室が設けられていた。

## 歴史

### 年表
- 1959年（昭和34年）4月1日：開業。
- 1974年（昭和49年）10月1日：廃止。

### 駅名の由来
アイヌ語で「岬のように山が突き出ているところ」を意味するノッケが由来。千歳川（江別川）の屈曲に伴い陸地が突き出している様を意味している。北越殖民社が野幌原野に農場を開設した折、千歳川流域の一帯を3つに区分し、「ノッケ」に「～の月」と当て字した上で上流側（南側）から順に「上の月、中の月、下の月」と命名した。

## 駅周辺
農家が数軒あるのみ。
- 夕鉄バス「下の月」停留所

## 隣の駅
夕張鉄道
夕張鉄道線
上江別駅 - 下の月駅 - 晩翠駅